# Jamnik (gmina Kranj)
Jamnik – wieś w Słowenii, w gminie miejskiej Kranj. W 2018 roku liczyła 37 mieszkańców. 